# 75. Międzynarodowy Festiwal Filmowy w Cannes
75. Międzynarodowy Festiwal Filmowy w Cannes odbył się w dniach 17−28 maja 2022 roku. Imprezę otworzył pokaz francuskiego horroru Cięcie! w reżyserii Michela Hazanaviciusa. W konkursie głównym zaprezentowanych zostało 21 filmów pochodzących z 12 różnych krajów.
Jury pod przewodnictwem francuskiego aktora Vincenta Lindona przyznało nagrodę główną festiwalu, Złotą Palmę, szwedzkiemu filmowi W trójkącie w reżyserii Rubena Östlunda. Drugą nagrodę w konkursie głównym, Grand Prix, przyznano ex aequo belgijskiemu filmowi Blisko w reżyserii Lukasa Dhonta oraz francuskiemu filmowi Gwiazdy w południe w reżyserii Claire Denis.
Oficjalny plakat promocyjny festiwalu przedstawiał kadr z filmu Truman Show (1998) Petera Weira. Galę otwarcia i zamknięcia festiwalu prowadziła belgijska aktorka Virginie Efira. Honorową Złotą Palmę za całokształt twórczości otrzymali amerykańscy aktorzy Tom Cruise i Forest Whitaker.

## Członkowie jury

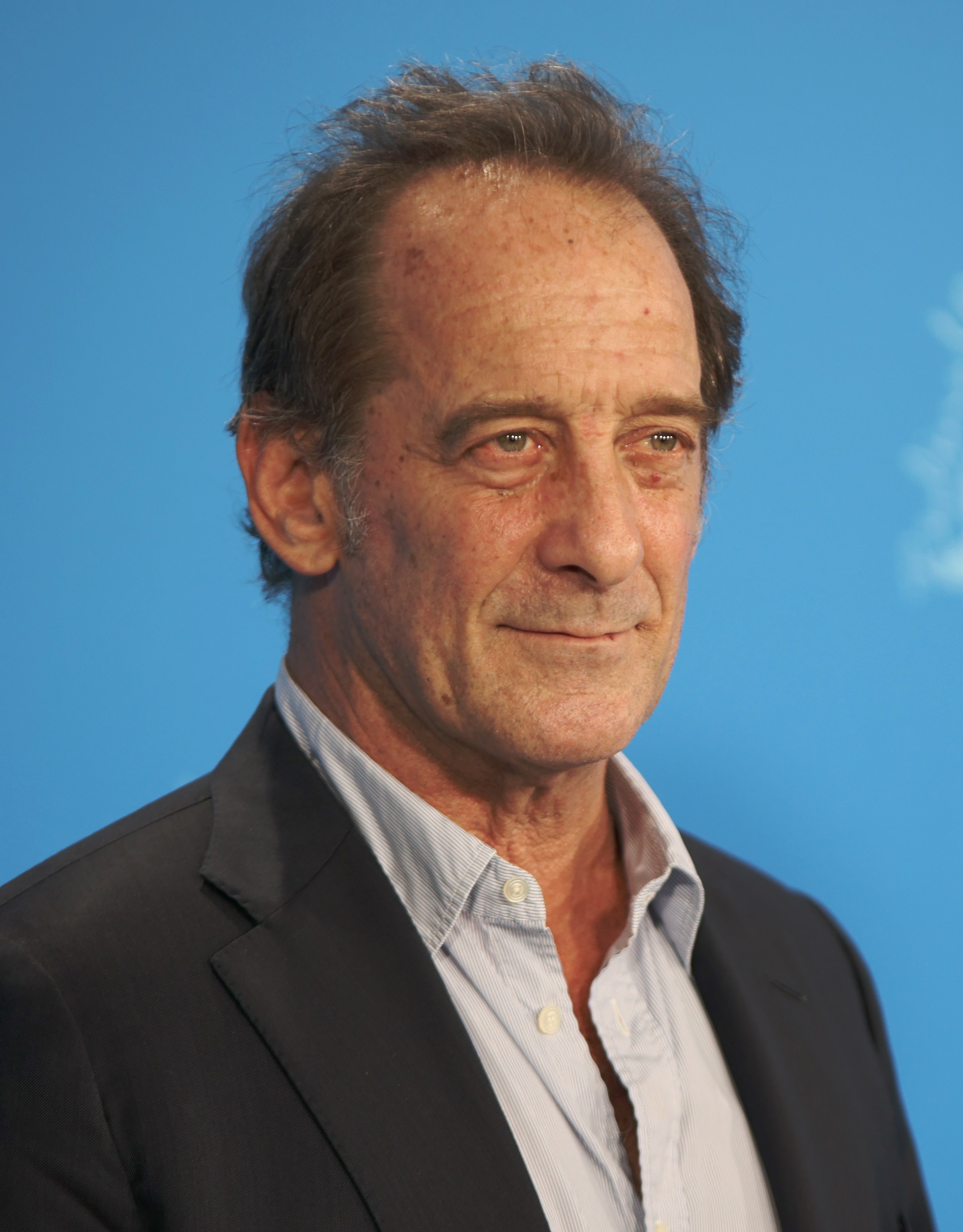
Przewodniczący jury konkursu głównego Vincent Lindon.

### Konkurs główny
- Vincent Lindon, francuski aktor − przewodniczący jury[8][9]
- Asghar Farhadi, irański reżyser
- Rebecca Hall, brytyjska aktorka
- Ladj Ly, francuski reżyser
- Jeff Nichols, amerykański reżyser
- Deepika Padukone, indyjska aktorka
- Noomi Rapace, szwedzka aktorka
- Joachim Trier, norweski reżyser
- Jasmine Trinca, włoska aktorka

### Sekcja „Un Certain Regard”
- Valeria Golino, włoska aktorka i reżyserka − przewodnicząca jury
- Benjamin Biolay, francuski piosenkarz
- Debra Granik, amerykańska reżyserka
- Joanna Kulig, polska aktorka
- Édgar Ramírez, wenezuelski aktor

### Cinéfondation i filmy krótkometrażowe
- Yousry Nasrallah, egipski reżyser − przewodniczący jury
- Monia Chokri, kanadyjska aktorka i reżyserka
- Félix Moati, francuski aktor
- Jean-Claude Raspiengeas, francuski dziennikarz
- Laura Wandel, belgijska reżyserka

### Złota Kamera – debiuty reżyserskie
- Rossy de Palma, hiszpańska aktorka − przewodnicząca jury
- Natasza Chroscicki, dyrektorka generalna Arri France
- Lucien Jean-Baptiste, francuski aktor
- Jean-Claude Larrieu, francuski operator filmowy
- Samuel Le Bihan, francuski aktor
- Olivier Pelisson, francuski krytyk filmowy
- Éléonore Weber, francuska reżyserka

### Złote Oko – filmy dokumentalne
- Agnieszka Holland, polska reżyserka − przewodnicząca jury
- Iryna Ciłyk, ukraińska reżyserka
- Pierre Deladonchamps, francuski aktor
- Hicham Falah, dyrektor generalny MFF w Agadirze
- Alex Vicente, hiszpański krytyk filmowy

## Selekcja oficjalna

### Konkurs główny
Następujące filmy zostały wyselekcjonowane do udziału w konkursie głównym o Złotą Palmę:
| Tytuł polski         | Tytuł oryginalny                   | Reżyseria                                      | Kraj produkcji    |
| -------------------- | ---------------------------------- | ---------------------------------------------- | ----------------- |
| Forever Young        | Les Amandiers                      | Valeria Bruni Tedeschi                         | Francja           |
| Holy Spider          | عنکبوت مقدس Ankabut-e moqaddas     | Ali Abbasi                                     | Dania             |
| Armagedon            | Armageddon Time                    | James Gray                                     | Stany Zjednoczone |
| Leila i jej bracia   | برادران لیلا Baradaran-e Leila     | Saeed Roustayi                                 | Iran              |
| Baby Broker          | 브로커 Beu-ro-keo                  | Hirokazu Koreeda                               | Korea Południowa  |
| Blisko               | Close                              | Lukas Dhont                                    | Belgia            |
| Zbrodnie przyszłości | Crimes of the Future               | David Cronenberg                               | Kanada            |
| Brat i siostra       | Frère et sœur                      | Arnaud Desplechin                              | Francja           |
| Podejrzana           | 헤어질 결심 Heojil kyolshim        | Park Chan-wook                                 | Korea Południowa  |
| IO                   | IO                                 | Jerzy Skolimowski                              | Polska            |
| Nostalgia            | Nostalgia                          | Mario Martone                                  | Włochy            |
| Osiem gór            | Le otto montagne                   | Felix Van Groeningen i Charlotte Vandermeersch | Włochy            |
| Matka i syn          | Un petit frère                     | Léonor Serraille                               | Francja           |
| Prześwietlenie       | R.M.N.                             | Cristian Mungiu                                | Rumunia           |
| Wystawa              | Showing Up                         | Kelly Reichardt                                | Stany Zjednoczone |
| Gwiazdy w południe   | Stars at Noon                      | Claire Denis                                   | Francja           |
| Tori i Lokita        | Tori et Lokita                     | Jean-Pierre i Luc Dardenne                     | Belgia            |
| Pacifiction          | Tourment sur les îles              | Albert Serra                                   | Francja           |
| W trójkącie          | Triangle of Sadness                | Ruben Östlund                                  | Szwecja           |
| Chłopiec z niebios   | صبي من الجنة Walad min al-Janna    | Tarik Saleh                                    | Szwecja           |
| Żona Czajkowskiego   | Жена Чайковского Żena Czajkowskogo | Kiriłł Sieriebriennikow                        | Rosja             |

### Sekcja „Un Certain Regard”
Następujące filmy zostały wyświetlone na festiwalu w ramach sekcji "Un Certain Regard":
| Tytuł polski              | Tytuł oryginalny                    | Reżyseria                   | Kraj produkcji    |
| ------------------------- | ----------------------------------- | --------------------------- | ----------------- |
| Wizja motyla              | Бачення метелика Bachennya metelyka | Maksym Nakonechnyi          | Ukraina           |
| Turkusowa suknia          | Le bleu du caftan                   | Maryam Touzani              | Maroko            |
| W gorsecie                | Corsage                             | Marie Kreutzer              | Austria           |
| Domingo i mgła            | Domingo y la niebla                 | Ariel Escalante             | Kostaryka         |
| Harka                     | Harka                               | Lotfy Nathan                | Tunezja           |
| Joyland                   | Joyland                             | Saim Sadiq                  | Pakistan          |
| Gorące dni                | Kurak Günler                        | Emin Alper                  | Turcja            |
| Śródziemnomorska gorączka | Mediterranean Fever                 | Maha Haj                    | Palestyna         |
| Metronom                  | Metronom                            | Alexandru Belc              | Rumunia           |
| Najgorsi                  | Les pires                           | Lise Akoka i Romane Gueret  | Francja           |
| Plan 75                   | Plan 75                             | Chie Hayakawa               | Japonia           |
| Jak nigdy                 | Plus que jamais                     | Emily Atef                  | Francja           |
| Powrót do Seulu           | Retour à Séoul                      | Davy Chou                   | Francja           |
| Rodeo                     | Rodéo                               | Lola Quivoron               | Francja           |
| Silent Twins              | The Silent Twins                    | Agnieszka Smoczyńska        | Polska            |
| Nieznajomy                | The Stranger                        | Thomas M. Wright            | Australia         |
| Chora na siebie           | Syk Pike                            | Kristoffer Borgli           | Norwegia          |
| Ochotnik                  | Tirailleurs                         | Mathieu Vadepied            | Francja           |
| Godland                   | Vanskabte land                      | Hlynur Pálmason             | Islandia          |
| Rumaki wojny              | War Pony                            | Riley Keough i Gina Gammell | Stany Zjednoczone |

### Pokazy pozakonkursowe
Następujące filmy zostały wyświetlone na festiwalu w ramach pokazów pozakonkursowych:
| Tytuł polski              | Tytuł oryginalny                | Reżyseria                    | Kraj produkcji    |
| ------------------------- | ------------------------------- | ---------------------------- | ----------------- |
| Cięcie!                   | Coupez!                         | Michel Hazanavicius          | Francja           |
| Elvis                     | Elvis                           | Baz Luhrmann                 | Australia         |
| Palenie powoduje kaszel   | Fumer fait tousser              | Quentin Dupieux              | Francja           |
| Polowanie                 | 헌트 Heon-teu                   | Lee Jung-jae                 | Korea Południowa  |
| Winny czy niewinny        | L'innocent                      | Louis Garrel                 | Francja           |
| Maskarada                 | Mascarade                       | Nicolas Bedos                | Francja           |
| Moonage Daydream          | Moonage Daydream                | Brett Morgen                 | Stany Zjednoczone |
| Listopad                  | Novembre                        | Cédric Jimenez               | Francja           |
| Rebel                     | Rebel                           | Adil El Arbi i Bilall Fallah | Belgia            |
| Trzy tysiące lat tęsknoty | Three Thousand Years of Longing | George Miller                | Australia         |
| Top Gun: Maverick         | Top Gun: Maverick               | Joseph Kosinski              | Stany Zjednoczone |

### Sekcja "Cannes Premiere"
Następujące filmy zostały wyświetlone na festiwalu w ramach sekcji "Cannes Premiere":
| Tytuł polski                  | Tytuł oryginalny                  | Reżyseria         | Kraj produkcji |
| ----------------------------- | --------------------------------- | ----------------- | -------------- |
| Bestie                        | As bestas                         | Rodrigo Sorogoyen | Hiszpania      |
| Pamiętnik przelotnego romansu | Chronique d’une liaison passagère | Emmanuel Mouret   | Francja        |
| Dodo                          | Dodo                              | Panos H. Koutras  | Grecja         |
| Don Juan                      | Don Juan                          | Serge Bozon       | Francja        |
| Poza nocą (miniserial)        | Esterno notte                     | Marco Bellocchio  | Włochy         |
| Irma Vep (miniserial)         | Irma Vep                          | Olivier Assayas   | Francja        |
| Nasi bracia                   | Nos frangins                      | Rachid Bouchareb  | Francja        |
| Noc 12 października           | La nuit du 12                     | Dominik Moll      | Francja        |

### Pokazy specjalne
Następujące filmy zostały wyświetlone na festiwalu w ramach pokazów specjalnych:
| Tytuł polski                     | Tytuł oryginalny                                            | Reżyseria                                    | Kraj produkcji    |
| -------------------------------- | ----------------------------------------------------------- | -------------------------------------------- | ----------------- |
| Wszystko, co żyje                | All That Breathes                                           | Shaunak Sen                                  | Indie             |
| Jerry Lee Lewis: Trouble in Mind | Jerry Lee Lewis: Trouble in Mind                            | Ethan Coen                                   | Stany Zjednoczone |
| Marcel!                          | Marcel!                                                     | Jasmine Trinca                               | Włochy            |
| Mój wyśniony kraj                | Mi país imaginario                                          | Patricio Guzmán                              | Chile             |
| Szczęście Mikołajka              | Le petit Nicolas: Qu'est-ce qu'on attend pour être heureux? | Amandine Fredon i Benjamin Massoubre         | Francja           |
| Historia naturalna zniszczenia   | Природна історія руйнування Prirodna istorija rujnuwannia   | Siergiej Łoznica                             | Ukraina           |
| Okruchy wiatru                   | Restos do Vento                                             | Tiago Guedes                                 | Portugalia        |
| Feministyczna riposta            | Riposte féministe                                           | Marie Perennès i Simon Depardon              | Francja           |
| Salam                            | Salam                                                       | Mélanie Diam's, Houda Benyamina i Anne Cissé | Francja           |
| Włóczędzy                        | The Vagabonds                                               | Doroteya Droumeva                            | Niemcy            |

## Laureaci nagród

### Konkurs główny
Złota Palma

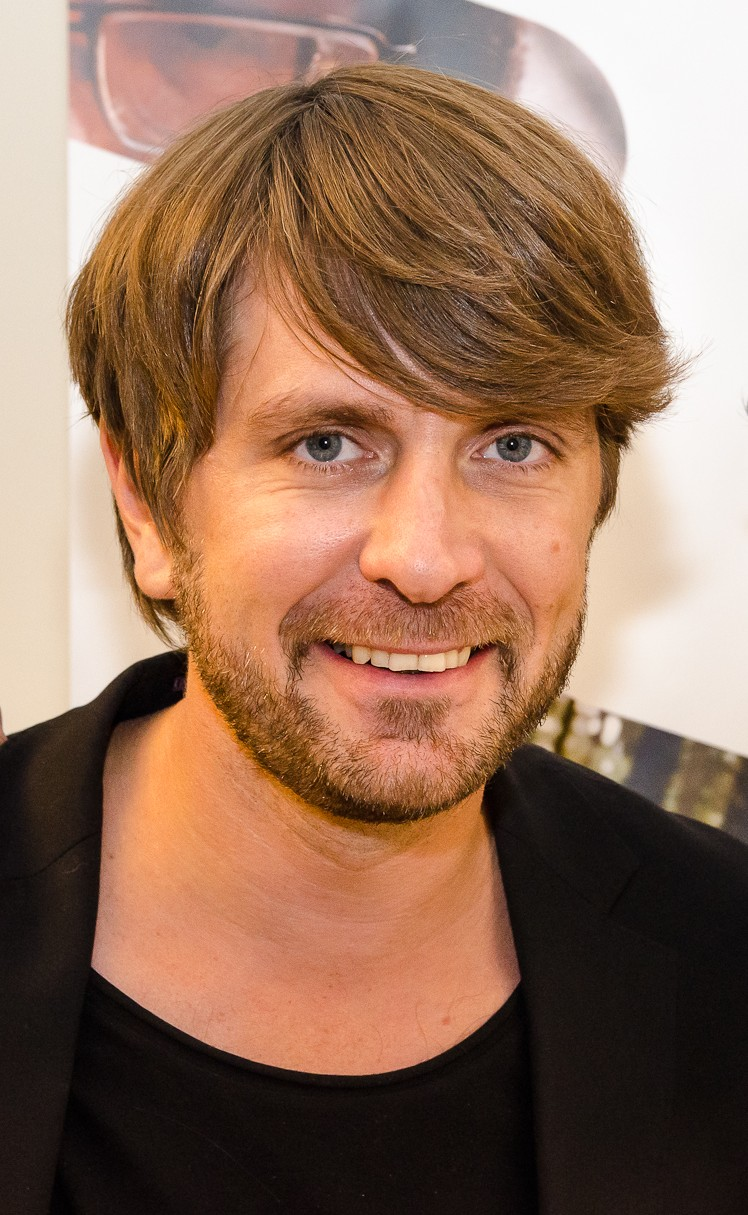
Ruben Östlund, zdobywca Złotej Palmy.

- W trójkącie, reż. Ruben Östlund

Grand Prix
- Blisko, reż. Lukas Dhont
- Gwiazdy w południe, reż. Claire Denis

Nagroda Jury
- IO, reż. Jerzy Skolimowski
- Osiem gór, reż. Felix Van Groeningen i Charlotte Vandermeersch

Najlepsza reżyseria
- Park Chan-wook − Podejrzana

Najlepsza aktorka
- Zar Amir Ebrahimi − Holy Spider

Najlepszy aktor
- Song Kang-ho − Baby Broker

Najlepszy scenariusz
- Tarik Saleh − Chłopiec z niebios

Nagroda Specjalna z okazji 75-lecia festiwalu
- Tori i Lokita, reż. Jean-Pierre i Luc Dardenne

### Sekcja „Un Certain Regard”
Nagroda Główna

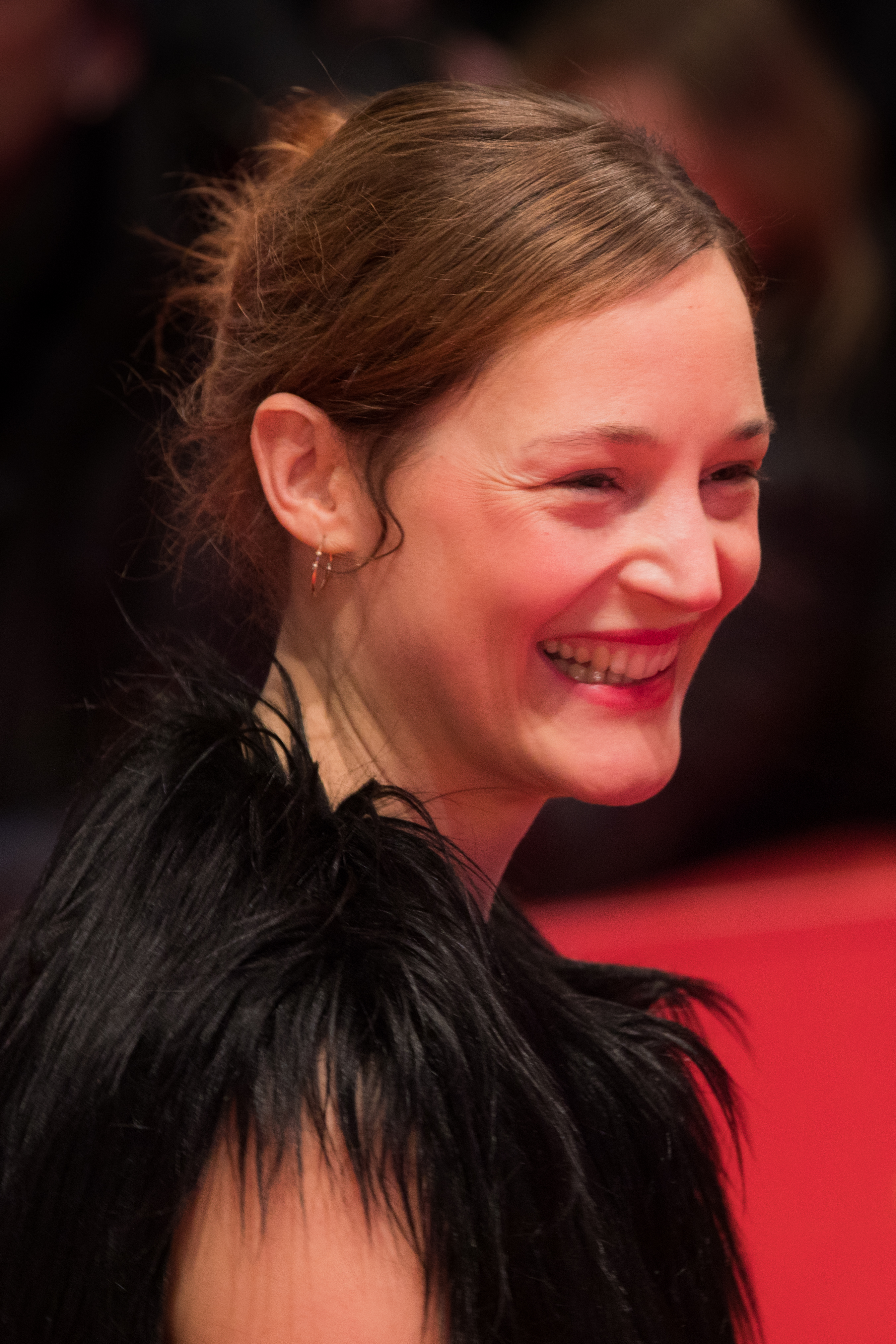
Nagrodzona luksemburska aktorka Vicky Krieps.

- Najgorsi, reż. Lise Akoka i Romane Gueret

Nagroda Jury
- Joyland, reż. Saim Sadiq

Najlepsza reżyseria
- Alexandru Belc − Metronom

Najlepsza kreacja aktorska
- Adam Bessa − Harka
- Vicky Krieps − W gorsecie

Najlepszy scenariusz
- Maha Haj − Śródziemnomorska gorączka

Nagroda Coup de Cœur
- Rodeo, reż. Lola Quivoron

### Konkurs filmów krótkometrażowych
Złota Palma dla najlepszego filmu krótkometrażowego
- Szepty wody, reż. Story Chen

Wyróżnienie Specjalne
- Lori, reż. Abinash Bikram Shah

Nagroda Cinéfondation dla najlepszej etiudy studenckiej
- I miejsce:  Il barbiere complottista, reż. Valerio Ferrara
- II miejsce:  Di Er, reż. Li Jiahe
- III miejsce:  Wspaniała rewolucja, reż. Masza Nowikowa /  Les humains sont cons quand ils s'empilent, reż. Laurène Fernandez

### Wybrane pozostałe nagrody

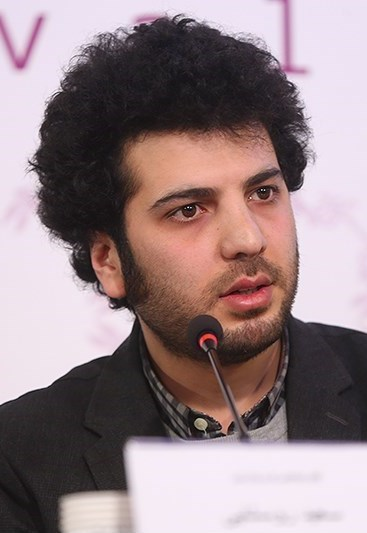
Nagrodzony irański reżyser Saeed Roustayi.

Złota Kamera za najlepszy debiut reżyserski
- Rumaki wojny, reż. Riley Keough i Gina Gammell
  - Wyróżnienie:  Plan 75, reż. Chie Hayakawa

Nagroda Główna w sekcji „Międzynarodowy Tydzień Krytyki”
- Wataha, reż. Andrés Ramírez Pulido

Nagroda Label Europa Cinemas dla najlepszego filmu europejskiego w sekcji "Quinzaine des réalisateurs"
- Piękny poranek, reż. Mia Hansen-Løve

Złote Oko za najlepszy film dokumentalny
- Wszystko, co żyje, reż. Shaunak Sen
  - Wyróżnienie:  Mariupol 2, reż. Mantas Kvedaravičius

Nagroda FIPRESCI
- Konkurs główny:  Leila i jej bracia, reż. Saeed Roustayi
- Sekcja „Un Certain Regard”:  Turkusowa suknia, reż. Maryam Touzani
- Sekcje paralelne:  Miłość według Dalvy, reż. Emmanuelle Nicot

Nagroda Jury Ekumenicznego
- Baby Broker, reż. Hirokazu Koreeda

Nagroda CST dla artysty technicznego
- Andreas Franck, Bent Holm, Jacob Ilgner i Jonas Rudels za dźwięk do filmu W trójkącie

Nagroda za najlepszą ścieżkę dźwiękową
- Paweł Mykietyn − IO

Nagroda im. François Chalais dla filmu propagującego znaczenie dziennikarstwa
- Chłopiec z niebios, reż. Tarik Saleh

Queerowa Palma dla najlepszego filmu o tematyce LGBT
- Joyland, reż. Saim Sadiq

Nagroda Palm Dog dla najlepszego psiego występu na festiwalu
- Rumaki wojny, reż. Riley Keough i Gina Gammell

Honorowa Złota Palma za całokształt twórczości
- Tom Cruise
- Forest Whitaker